# Phystis nigrina
Phystis nigrina är en fjärilsart som beskrevs av Hayward 1931. Phystis nigrina ingår i släktet Phystis och familjen praktfjärilar. Inga underarter finns listade i Catalogue of Life.